# André Devaux
André Devaux, född 4 augusti 1894 i Laon i Aisne, död 28 februari 1981 i Chaumont i Haute-Marne, var en fransk friidrottare.
Devaux blev olympisk bronsmedaljör på 4 x 400 meter vid sommarspelen 1920 i Antwerpen.